# Regiele
Regiele – wieś w Polsce położona w województwie warmińsko-mazurskim, w powiecie gołdapskim, w gminie Gołdap.
W latach 1975–1998 miejscowość administracyjnie należała do województwa suwalskiego.